# Nadbużanka
Nadbużanka (prononciation [nadbuˈʐaŋka]) est un village de la gmina de Wola Uhruska, du powiat de Włodawa, dans la voïvodie de Lublin, situé dans l'est de la Pologne.
Il se situe à environ 3 kilomètres au nord-ouest de Wola Uhruska (siège de la gmina), 26 kilomètres au sud de Włodawa (siège du powiat) et 73 kilomètres à l'est de Lublin (capitale de la voïvodie).
Sa population s'élevait approximativement à une population de 110 habitants en 2006.

## Administration
De 1975 à 1998, le village est attaché administrativement à l'ancienne voïvodie de Chełm.

Depuis 1999, il fait partie de la nouvelle voïvodie de Lublin.